# NGC 3576
NGC 3576 is een emissienevel in het sterrenbeeld Kiel, die werd ontdekt op 16 maart 1834 door de Britse astronoom John Herschel. Dit object kreeg de bijnaam Vrijheidsbeeldnevel (Statue of Liberty nebula).

## Synoniemen
- ESO 129-EN5